# 12878 Erneschiller
12878 Erneschiller (1998 QH11) là một tiểu hành tinh vành đai chính được phát hiện ngày 17 tháng 8 năm 1998 bởi nhóm nghiên cứu tiểu hành tinh gần Trái Đất phòng thí nghiệm Lincoln ở Socorro.